# Philipp Collin
Philipp Collin (Neubrandenburg, 28 ottobre 1990) è un pallavolista tedesco.
Gioca nel ruolo di centrale nel Friedrichshafen.

## Carriera
Philipp Collins inizia a giocare a pallavolo in diverse squadre giovanili tedesche, entrando anche far parte della seconda squadra del Chemie Volley Mitteldeutschland, attiva nei campionati regionali. La prima chiamata ad alti livelli arriva nella stagione 2011-12, quando viene ingaggiato dal Volleyball Club Dresden, club iscritto alla 2. Bundesliga, secondo livello del campionato tedesco: qui ottiene subito la promozione in 1. Bundesliga, categoria in cui esordisce l'anno successivo. Nel frattempo arrivano anche le prime convocazioni nella nazionale tedesca.
Nell'annata 2013-14 si trasferisce nel massimo campionato francese, passando al Tours Volley-Ball e ottenendo subito la vittoria dello scudetto e della Coppa di Francia. Nell'ottobre del 2014 la federazione tedesca squalifica il giocatore per un anno, con decorrenza 20 agosto 2014, con la motivazione di aver saltato tre controlli antidoping nel giro di diciotto mesi. Scontata la pena resta nella squadra di Tours, con cui si aggiudica la Supercoppa francese 2015 e la Coppa CEV 2016-17.
Nella stagione 2017-18 fa ritorno in patria, ingaggiato dal Friedrichshafen con cui si aggiudica due Supercoppe tedesche e una coppa nazionale.

## Palmarès

### Club
- Campionato francese: 1

2013-14
- Coppa di Francia: 1

2013-14
- Coppa di Germania: 1

2017-18
- Supercoppa francese: 1

2015
- Supercoppa tedesca: 2

2017, 2018
- Coppa CEV: 1

2016-17